# Movatn
Movatn este o localitate din comuna Oslo, provincia Oslo, Norvegia, cu o suprafață de 0 km² și o populație de 316 locuitori (2013).